# Fédération du Liechtenstein de football

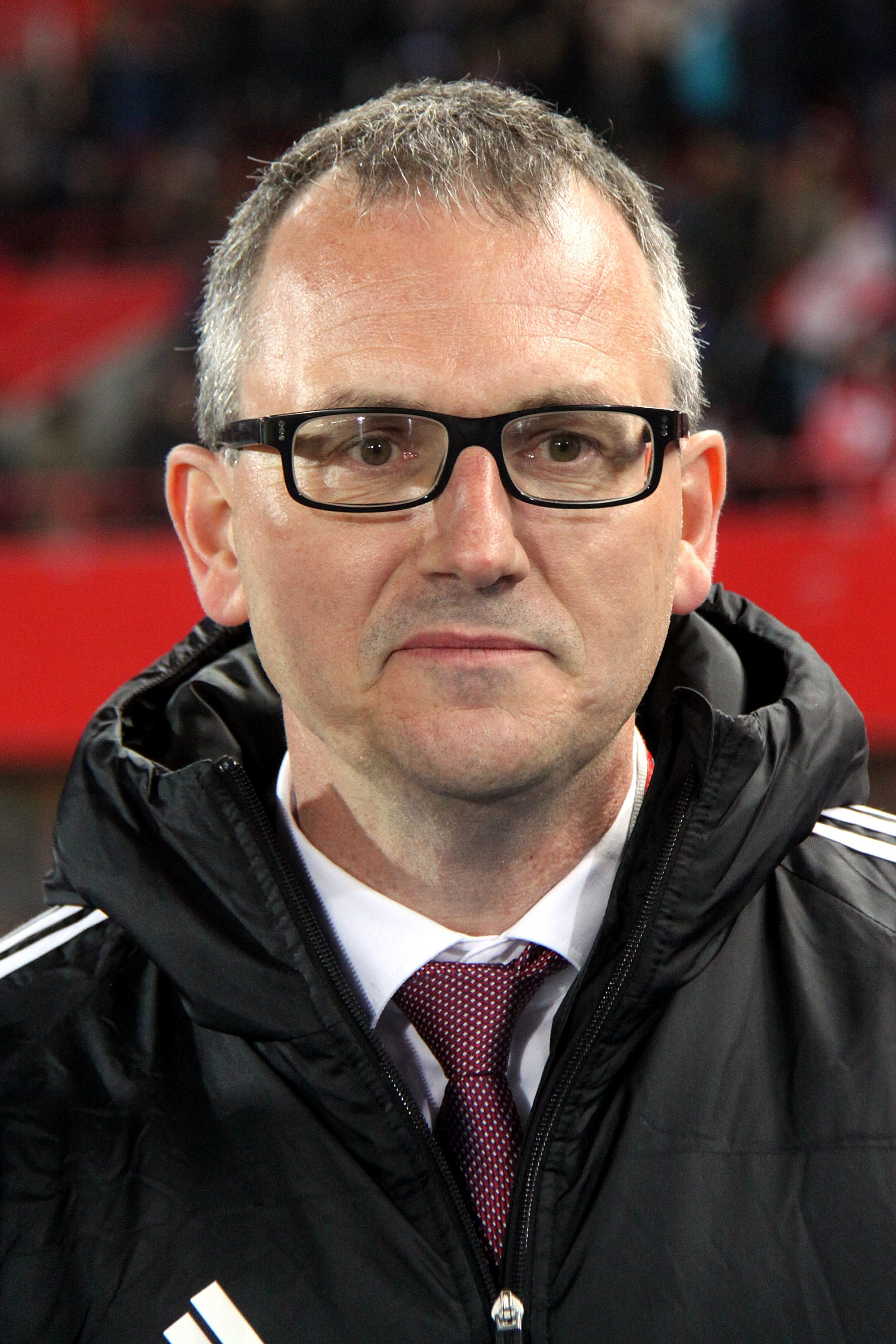
Président Hugo Quaderer

Ancien logo.

La Fédération du Liechtenstein de football (Liechtensteiner Fussballverband (de) LFV) est une association regroupant les sept clubs de football du Liechtenstein et organisant les compétitions nationales (Coupe du Liechtenstein et matches de jeunes) et les matchs internationaux des sélections du Liechtenstein.
La fédération nationale du Liechtenstein a été fondée en 1934. Elle est affiliée à la FIFA depuis 1974 et est membre de l'UEFA depuis 1992.
Les 7 clubs du pays jouent tous dans les différentes divisions du championnat suisse. Le plus fameux d'entre eux, le FC Vaduz a été champion de Challenge League (deuxième division suisse) en 2008 et a donc pu évoluer en première division suisse pour la saison 2008/2009. Puisque le pays n'organise pas de championnat national, aucune équipe n'est qualifiée en Ligue des Champions. Cependant, la fédération organise une coupe annuelle ouverte aux 7 clubs (équipes premières et réserves) dont le vainqueur devient l'unique représentant du football liechtensteinois en Ligue Europa Conférence. En se qualifiant pour la phase de groupe de la Ligue Europa Conférence 2022-2023, le FC Vaduz devient la premier représentant du football Liechtensteinois à participer à une phase de groupe d'une compétition continentale.